# Taula dels Tres Bisbes
La Taula dels Tres Bisbes és una obra d'Arbúcies (Selva) inclosa a l'Inventari del Patrimoni Arquitectònic de Catalunya.

## Descripció
Conjunt d'una taula i tres seients. La taula és una pedra circular de superfície bombada d'un metre de diàmetre, amb un buc central d'uns 20 cm de llarg x 10 cm de profunditat. Està suportada per un peu de pedra d'uns 60 cm. Al voltant de la taula hi ha tres pedres, els seients, que formarien els vèrtex d'un triangle imaginari i col·locades a distàncies desiguals a la taula entre ½ metre i un metre.

## Història
Segons la llegenda, durant l'edat mitjana aquest lloc es feia servir per a reunions de bisbes de Barcelona, Girona i Vic, estant cadascun dins la seva jurisdicció, ja que aquest lloc és la partió dels tres bisbats.
Actualment, el coll de Sant Marçal on es troba la taula és també el punt on troben les comarques d'Osona, la Selva i el Vallès Oriental.